# ハトシェプスト (漫画)
『ハトシェプスト』は、山岸凉子の漫画作品である。古代エジプトに実在した女性ファラオの半生を描いた作品である。白泉社「セリエミステリー」1995年10月号と1996年4月号に、計2話が掲載された。

## あらすじ

### 第1部
夫を殺して王位につくまでの、ハトシェプストの青年期を描く。
古代エジプト、霊能者の姉妹が居た。不器量な姉のメヌウと、知的障害のある美しい妹セシェン。対外的には「姉が術を使い、妹は精神統一を手伝う」ことになっていたが、実際に能力を持つのは妹のセシェンであった。母親の美貌も父親の力も受け継がなかったメヌウは、奔放なセシェンを心配する一方で妬ましく思っていた。
あるとき2人は、能力を使って止血と治療を施す場面をハトシェプストに見られ、それがきっかけで王宮に連れてこられる。予言を要求されたメヌウは、自分が能力を持たないことを知られまいと焦るが、紫の瞳をした王の姿が無意識のうちに見え、「紫の瞳の王子がファラオになる」と語る。しかしその紫の瞳の持ち主こそ王女ハトシェプストであり、女性ファラオなどありえないと考えられていた王宮内で、結局メヌウは大恥をかいてしまう。クレタ人系の金髪が珍しがられ、ハトシェプストに寵愛されるセシェンを見て、ハトシェプストが女性と知りながらもメヌウは嫉妬する。
そんなある日、ハトシェプストの父である現ファラオが病に倒れ、姉妹は手術に立ち会わされる。しかし、手術の失敗でファラオが崩御、姉妹は処刑されることになる。メヌウは土壇場で真実を明かし、実際に能力を持つセシェンに全責任を押し付けて先に処刑させる。実は処刑は形式的なもので、2人を王宮から逃がすための計らいだったのだが、セシェンは本当に死んでしまった。「イメージで血を止める者は、イメージで死ぬ」という、姉妹の父の言葉どおりに……
数年後、気の触れた泣き女が放浪していた。泣き女は金髪の妹を自らの手でミイラにしたという。そして彼女は「紫の瞳の女が、夫に毒を盛るのが見える。付け髭をつけて王位につくのが見える」とつぶやいて立ち去るのだった。

### 第2部
少女時代のハトシェプストを、書記官見習いの視点も交えて描く。
ハトシェプストは狩りや剣術が得意で男勝りな王女。父トトメス1世は、長男ワジモーズの死んだ年に生まれた彼女を非常に可愛がっているが、母である第1王妃は「妹のメリエトはこんなにもたおやかなのに」と嘆くばかり。ある時、クレタから巫女がやってくる。彼女は戦争の捕虜として連れてこられたのだが、その美しさと能力から王宮に献上されたのだ。巫女は王と次男アメンモーズとで二股をかけていた。ハトシェプストはこの巫女がどうも好きになれず、自身が女らしく成長しているのを指摘されると逃げ出すのだった。
数日後、父と兄が狩りに出かけるのを見てハトシェプストはついていく。狩りで手柄を立てれば、従弟ケペルエンラーより自分が優れていると分かってもらえると思ったからだ。しかし父と兄はクレタの巫女のことで話し合っており、相手にされず彼女は心を痛める。追い討ちをかけるように、彼女の第二次性徴は加速する。
父を兄と従弟に奪われ、母を妹に奪われ、自分の身体の女性化をどうすることもできないハトシェプストはただ孤独だった。彼女は巫女に誘われるまま、身体を委ねた。その頃、第2王妃は自分の息子ケペルを王位につけようと目論んでいた。そのためには、今王位継承権第1位のアメンモーズが邪魔。巫女に唆された第2王妃は、ついにアメンモーズを毒殺する。父王は嘆き悲しみ、ハトシェプストが女に生まれたことを悔やみつつ、しぶしぶケペルを嫡男の地位にすえる。そしてメリエトをケペルの妻にする準備が進められた。
ハトシェプストが目を覚ますと、すべては変わっていた。巫女はアメンモーズ毒殺のかどで処刑され、次期王はケペルエンラーになっていた。彼女は妹と従弟を殺し、嫡子である自分がいつか王位につくことを誓うのだった。

## 登場人物
ハトシェプスト（マアト＝カーラー）
第2部主人公。現ファラオ・トトメス1世と第1王妃の嫡出長女。狩りや剣術を好み実際に腕も立つ。男勝りな性格、というより自分が女であることに激しい嫌悪感を抱いている。もともと灰色がかった青い瞳だったが、初経を迎えてから紫色に変化、「男の子ぶる部分が無くなったが、かえって男らしくなった」とセンムトに評された。後にケペルエンラーの妻となり、メヌウとセシェンを王宮に招くが、父の死の責任を問い2人を追放。数年後、夫を殺して王位につく。
メヌウ
第1部主人公。霊能者の父とクレタ人の母を持つ。普段は泣き女をやって生活している。父の能力も母の美貌も受け継がず、「石という名の通り（醜く地味）」と常日頃から評されている。しかし実際には賢く、未来を予言する能力を密かに持ち合わせているが、本人は全く気付いていない。セシェンとともにハトシェプストの依頼で治癒を行い、王宮に連れてこられるが、ファラオの手術が失敗して死刑（に見せかけた追放）に処される。セシェンの死後、発狂と引き換えに真の霊能力者となる。
セシェン
メヌウの妹。姉同様、普段は泣き女として生活している。父の能力と母の美貌の両方を受け継ぎ、「蓮の花という名の通り（華やかで美しい）」と評されるが、人並みの知能を持ち合わせていない。恋愛や性にも奔放で、メヌウに心配され、また嫉妬されているが、本人は気付いていない。王宮に招かれて、金髪の珍しさもあってかハトシェプストに寵愛されるが、ファラオの手術に失敗して処刑される。本物の処刑ではなかったが、「イメージで血を止める者はイメージで死ぬ」という言葉どおり、命を落とした。
トトメス1世
ハトシェプストの父。先王の2人の娘をそれぞれ妻とし、姉（第1王妃）との間に2男2女を、妹（第2王妃）との間に1男を儲ける。長男ワジモーズの死んだ年に生まれたハトシェプストを非常に可愛がり、男勝りな彼女を温かく見守っている。息子アメンモーズとクレタの巫女をめぐって争い、結局自分の側室にすることで決着をつけた。晩年に病に倒れ、メヌウとセシェンの努力も空しく、手術が失敗し崩御する。
第1王妃アハモス
ハトシェプストの母。トトメス1世との間に長男ワジモーズ・次男アメンモーズ・長女ハトシェプスト・次女ハトメリエトを産む。ワジモーズが死んだことを未だに悲しんでいる。ハトシェプストの男勝りな性格に手を焼いており、対照的にたおやかなメリエトを可愛がっている。その後、メヌウとセシェンが王宮に連れてこられたとき、彼女たちの世話係をしていた。
ワジモーズ
ハトシェプストの長兄。ハトシェプストが生まれた年に戦死したため、ハトシェプストは彼の生まれ変わりだと大事にされている。
アメンモーズ
ハトシェプストの次兄。父とクレタの巫女をめぐって争うが、父の側室にすることで妥協した。いずれ自分がアメンホテプ4世になると思っていたが、第2王妃の謀略で毒殺される。
ハトメリエト（メリエト）
トトメス1世と第1王妃の嫡出次女でハトシェプストの妹。姉とは対照的に、たおやかで女の子らしい性格をしており、母から可愛がられている。ケペルエンラーの妻になる予定だった。作中では明示されていないが、おそらくハトシェプストに暗殺される。
第2王妃ムトネフェルト
ハトシェプストの叔母。トトメス1世との間に長男ケペルエンラーを産む。わが子ケペルを王位につけようと目論み、巫女に唆されてアメンモーズを毒殺する。
ケペルエンラー（ケペル）
ハトシェプストの従弟。史実上は3歳違いで彼が年下だが、作中ではハトシェプストと同い年である。ハトシェプストに比べてさまざまな点で劣り、武芸でも不正をしても勝てない。母の策略により第1王位継承者となり、従姉ハトシェプストを娶る。数年後、父の崩御に伴い即位するが、妻ハトシェプストに毒殺される。
センメン
第2部の書記官。第2王妃の策略に気付きながらアメンモーズを助けることができず、それを引け目に感じ職を辞する。
センムト
センメンの弟。第2部では書記官見習いだが、成長して第1部では書記官になっている。ハトシェプストと幼馴染で、彼女の変化を誰よりもよく知っている。
ミケネ（クレタ島）の巫女ロドピス（ロドピス＝「薔薇の容貌」の意）
戦争捕虜としてクレタから送られたミノス神殿の巫女。巫女とは名ばかりに、売春を繰り返したり、第2王妃に殺人を唆したり、少女時代のハトシェプストに薬を飲ませ弄んだりした。さらに玉座の下にコブラの巣を仕込んでいた。数々の悪事が露見し、アメンモーズ毒殺のかどで処刑される。

## 用語
アメンホテップ
直系の王（王の息子が即位したとき）につけられる尊号。
トトメス
傍系の王（王女の婿が即位したとき）につけられる尊号。
古代エジプトでは、ファラオとなるのは原則男性に限られるが、王位継承権は嫡出（正妃が産んだ）王女と結婚する事で得られた。その為兄弟姉妹婚は頻繁に行われた。本作でいえば、トトメス1世は庶出（生母が正妃以外の妻）であったため、嫡出王女である第1王妃と結婚することでしか王位を継承できず、しかも「アメンホテップ」ではなく「トトメス」と称する事しか出来なかった。第1王妃との間に生まれた長男ワジモーズと次男アメンモーズには「アメンホテップ」を称する資格があり、必ずしも王家と血縁のある女性と結婚する必要もなかった。一方で第2王妃が産んだケペルが王位に就くには嫡出王女のハトシェプストかメリエトと結婚するしかなく、即位しても「トトメス」としか称されなかった。故に、ハトシェプストは男子であれば極めて正統性の高い王位継承者となれたことになる。

## 書誌情報
- 『ハトシェプスト 古代エジプト王朝唯一人の女ファラオ』文藝春秋〈文春文庫ビジュアル版〉、1998年6月10日発行、ISBN 4-16-811048-6
- 『自選作品集 ハトシェプスト 古代エジプト王朝唯一人の女ファラオ』文藝春秋〈文春文庫〉、2020年2月10日発行、ISBN 978-4-16-791447-9